# Xenolpium insulare
Xenolpium insulare е вид паякообразно от семейство Olpiidae. Видът е уязвим и сериозно застрашен от изчезване.

## Разпространение и местообитание
Разпространен е в Сейшели.
Обитава гористи местности, крайбрежия и плажове.